# 応仁
応仁（、旧字体：應仁）は、日本の元号の一つ。文正の後、文明の前。1467年から1469年までの期間を指す。この時代の天皇は後土御門天皇。室町幕府将軍は足利義政。

## 改元
- 文正2年3月5日（ユリウス暦1467年4月9日） 戦乱により改元
- 応仁3年4月28日（ユリウス暦1469年6月8日） 文明に改元

## 応仁期におきた出来事
- 元年5月26日（1467年） - 細川勝元派が山名持豊派を襲撃し（上京の戦い）、応仁の乱が始まる。文明9年11月20日（ユリウス暦1477年12月25日）まで。

### 出生
- 2年（1468年） - 宇都宮成綱、守護大名・戦国大名、下野宇都宮氏第17代当主（永正13年死去）

## 西暦との対照表
※は小の月を示す。
| 応仁元年（丁亥） | 一月※     | 二月  | 三月※ | 四月※ | 五月  | 六月※ | 七月  | 八月 | 九月※ | 十月  | 十一月  | 十二月※  |           |
| ---------------- | --------- | ----- | ----- | ----- | ----- | ----- | ----- | ---- | ----- | ----- | ------- | -------- | --------- |
| ユリウス暦       | 1467/2/5  | 3/6   | 4/5   | 5/4   | 6/2   | 7/2   | 7/31  | 8/30 | 9/29  | 10/28 | 11/27   | 12/27    |           |
| 応仁二年（戊子） | 一月      | 二月※ | 三月  | 四月※ | 五月※ | 六月  | 七月※ | 八月 | 九月※ | 十月  | 閏十月※ | 十一月   | 十二月    |
| ユリウス暦       | 1468/1/25 | 2/24  | 3/24  | 4/23  | 5/22  | 6/20  | 7/20  | 8/18 | 9/17  | 10/16 | 11/15   | 12/14    | 1469/1/13 |
| 応仁三年（己丑） | 一月      | 二月※ | 三月  | 四月※ | 五月※ | 六月  | 七月※ | 八月 | 九月※ | 十月  | 十一月  | 十二月   |           |
| ユリウス暦       | 1469/2/12 | 3/14  | 4/12  | 5/12  | 6/10  | 7/9   | 8/8   | 9/6  | 10/6  | 11/4  | 12/4    | 1470/1/3 |           |